# Antonio de Santa Ana Galvao
Antonio de Santa Ana Galvao (Guaratinguetá, São Paulo; 13 de mayo de 1739 - São Paulo; 23 de diciembre de 1822), conocido también como "Frei Galvao", en el 2007 se convirtió en el primer santo de Brasil, fue un religioso franciscano brasileño, fue ordenado sacerdote en 1762. Murió en 1822, a la edad de 83 años. Fue beatificado en 1985 y canonizado en 2007 por el Papa Benedicto XVI.

## Biografía
Nació en el seno de una familia rica y apegada al catolicismo romano. Su padre era un comerciante, militar y miembro de la tercera orden de San Francisco y a la de la Virgen del Carmen; su madre, Isabel Leite de Barros, pertenecía a una de las familias de mayor prestigio de la región. Cuando tenía 13 años, su padre lo envió a Salvador de Bahía al Colégio de Belém, a estudiar en un seminario de jesuitas, allí permaneció de 1752 hasta 1756, año en que se mudó a Taubaté al convento de la "Orden de los franciscanos descalzos" de San Pedro de Alcántara.
El 15 de abril de 1760, ingresó en el noviciado y el 11 de julio de 1762, fue ordenado sacerdote. Al terminar sus estudios, en 1768 se dedicó a predicar y a la penitencia. En 1769 fue enviado a Sao Paulo como confesor de una casa de retiro. En 1774, se convirtió en párroco de Sao Paulo, fundó la "Congregación de las Hermanas Franciscanas de la Santísima Concepción", se destacó por su amor a Cristo y a la eucaristía, y por sobre todo, tenía el dón de la taumaturgia (sanación de los enfermos). Murió el 23 de diciembre de 1822 en Sao Paulo.
El 25 de octubre de 1998, fue beatificado en la Plaza de San Pedro por Juan Pablo II, convirtiéndolo en el primer beato brasileño. En la mañana del 11 de mayo de 2007, en el Campo de Marte de Sao Paulo Benedicto XVI lo canonizó, ante más de un millón y medio de personas. La celebración fue en portugués, el Cardenal José Saraiva Martins leyó la biografía del nuevo santo y postuló la canonización. Al terminar la letanía de los santos, Benedicto XVI leyó la fórmula de canonización.